# Microchrysa flavicornis
Microchrysa flavicornis – gatunek muchówki z rodziny lwinkowatych i podrodziny Sarginae.
Gatunek ten opisany został w 1822 roku przez Johanna Wilhelma Meigena jako Sargus flavicornis.
Muchówka o ciele długości od 3,5 do 4,5 mm. Czułki ma ubarwione żółto. Metalicznie zielony lub niebieski tułów charakteryzuje żółta przepaska na przodzie szwu notopleuralnego. Skrzydła są przezroczyste z jasnobrunatnymi żyłkami. Przezmianki mają barwę pomarańczową. Odnóża są żółte z brunatnymi: biodrami, nasadami ud i końcami goleni. Odwłok jest metalicznie zielony.
Owad palearktyczny, w Europie znany z Francji, Belgii, Holandii, Irlandii, Wielkiej Brytanii, Niemiec, Włoch, Szwajcarii, Austrii, Polski, Czech, Słowacji, Węgier, Danii, Szwecji, Norwegii, Finlandii, Litwy, Ukrainy i Rosji. W Azji sięga na wschód do wschodniej Syberii i Turkmenistanu. Imagines są aktywne od maja do lipca.